# Девятки (Залесский сельсовет)
Девя́тки (бел. Дзявяткі, полес. Дыв'яткі) — деревня в Кобринском районе Брестской области Белоруссии. Входит в состав Залесского сельсовета.
По данным на 1 января 2016 года население составило 7 человек в 4 домохозяйствах.

## География
Деревня расположена в 6 км к северо-востоку от города и станции Кобрин, в 50 км к востоку от Бреста, у пересечения автодорог М1 Брест-Минск и М10 Кобрин-Гомель.
На 2012 год площадь населённого пункта составила 0,07 км² (7 га).

## История
Населённый пункт известен с 1563 года по имени Лазаря Девятича из села Залесье.
В 1930 году в деревни Девятки в семье Спиридона Горошко родился будущий духовник Карагандинской епархии архимандрит Петр. Несколько мужчин из семьи Горошко, проживавших в Девятках и Залесье, с 1944 года сражались в рядах Советской армии в Великой Отечественной войне.
В разное время население составляло:
- 1999 год: 4 хозяйства, 5 человек;
- 2005 год: 4 хозяйства, 5 человек;
- 2009 год: 1 человек;
- 2016 год[2]: 4 хозяйства, 7 человек;
- 2019 год[1]: 2 человека.